# مسرح الجلفة الجهوي
مسرح الجلفة الجهوي  من المسارح الحديثة بالجزائروتم تدشيته عام 2017م

## الإفتتاح
تمّ افتتاح مسرح الجلفة الجهوي رسميا في 09 مارس 2016 وحمل اسم “أحمد بن بوزيد”، وقام الوزير الأول السابق عبد المالك سلال بتدشينه في العاشر فيفري 2017.

## مدراء المسرح
- مصطفى صفراني

## أنظر أيضا
- مسرح وهران الجهوي